# Hockey su prato ai Giochi della XIX Olimpiade
Il torneo di hockey su prato della XIX Olimpiade si tenne a Città del Messico tra il 13 ottobre e il 26 ottobre 1968; solamente maschile, vide partecipare 16 squadre nazionali e fu vinto dall'Pakistan che, nella finale disputata il 9 settembre 1968 sul prato del Estadio Municipal de Hockey, batté il Australia per 2-1.

## Formula
La formula prevedeva la suddivisione delle 16 squadre in due gruppi con girone all'italiana.
La prima e la seconda classificata si incontrarono nelle semifinali per decidere il podio.
La terza e la quarta classificata si incontrarono nelle semifinali per la classifica dal quinto all'ottavo posto.
Le quinte classificate si incontrarono er il nono posto. Le seste per l'undicesimo e così per le altre.

## Squadre partecipanti
| Gruppo A                                                                                       | Gruppo B                                                                                      |
| ---------------------------------------------------------------------------------------------- | --------------------------------------------------------------------------------------------- |
| - Belgio - Spagna - Germania Ovest - Germania Est - India - Giappone - Messico - Nuova Zelanda | - Argentina - Australia - Francia - Gran Bretagna - Kenya - Malaysia - Paesi Bassi - Pakistan |

## Risultati

### Fase preliminare
|  | Qualificate alle semifinali.           |
|  | Qualificate al torneo per il 5º posto. |

#### Gruppo A
| Data            | Squadra1       | Ris   | Squadra2       |
| --------------- | -------------- | ----- | -------------- |
| 13 ottobre 1964 | Nuova Zelanda  | 2 - 1 | India          |
| 13 ottobre 1964 | Germania Ovest | 2 - 0 | Belgio         |
| 13 ottobre 1964 | Giappone       | 2 - 1 | Messico        |
| 13 ottobre 1964 | Spagna         | 1 - 1 | Germania Est   |
| 14 ottobre 1964 | Belgio         | 4 - 0 | Germania Est   |
| 14 ottobre 1964 | Spagna         | 0 - 0 | Giappone       |
| 14 ottobre 1964 | Nuova Zelanda  | 2 - 0 | Messico        |
| 14 ottobre 1964 | India          | 2 - 1 | Germania Ovest |
| 15 ottobre 1964 | Spagna         | 2 - 0 | Belgio         |
| 15 ottobre 1964 | India          | 8 - 0 | Messico        |
| 15 ottobre 1964 | Germania Est   | 1 - 1 | Nuova Zelanda  |
| 15 ottobre 1964 | Germania Ovest | 2 - 0 | Giappone       |
| 17 ottobre 1964 | Germania Ovest | 3 - 2 | Germania Est   |
| 17 ottobre 1964 | Belgio         | 4 - 0 | Messico        |
| 17 ottobre 1964 | Nuova Zelanda  | 1 - 0 | Giappone       |
| 17 ottobre 1964 | India          | 1 - 0 | Spagna         |
| 18 ottobre 1964 | India          | 2 - 1 | Belgio         |
| 18 ottobre 1964 | Germania Ovest | 0 - 0 | Nuova Zelanda  |
| 18 ottobre 1964 | Spagna         | 3 - 0 | Messico        |
| 18 ottobre 1964 | Germania Est   | 1 - 0 | Giappone       |
| 20 ottobre 1964 | Germania Est   | 2 - 0 | Messico        |
| 20 ottobre 1964 | India          | 5 - 0 | Giappone       |
| 20 ottobre 1964 | Nuova Zelanda  | 1 - 1 | Belgio         |
| 20 ottobre 1964 | Germania Ovest | 2 - 0 | Spagna         |
| 21 ottobre 1964 | Germania Ovest | 5 - 1 | Messico        |
| 21 ottobre 1964 | Belgio         | 4 - 2 | Giappone       |
| 21 ottobre 1964 | India          | 1 - 0 | Germania Est   |
| 21 ottobre 1964 | Nuova Zelanda  | 1 - 1 | Spagna         |

Classifica
| POS. | Squadra        | P.ti | G | V | N | P | GF | GS | DG  |
| ---- | -------------- | ---- | - | - | - | - | -- | -- | --- |
| 1°   | India          | 12   | 7 | 6 | 0 | 1 | 20 | 4  | +16 |
| 2°   | Germania Ovest | 11   | 7 | 5 | 1 | 1 | 15 | 5  | +10 |
| 3°   | Nuova Zelanda  | 10   | 7 | 3 | 4 | 0 | 8  | 4  | +4  |
| 4°   | Belgio         | 7    | 7 | 3 | 1 | 3 | 14 | 9  | +5  |
| 5°   | Spagna         | 7    | 7 | 2 | 3 | 2 | 7  | 5  | +2  |
| 6°   | Germania Est   | 6    | 7 | 2 | 2 | 3 | 7  | 10 | -3  |
| 7°   | Giappone       | 3    | 7 | 1 | 1 | 5 | 4  | 14 | -10 |
| 8°   | Messico        | 0    | 7 | 0 | 0 | 7 | 2  | 26 | -24 |

#### Gruppo B
| Data               | Squadra1    | Ris   | Squadra2    |
| ------------------ | ----------- | ----- | ----------- |
| 13 ottobre 1964    | Australia   | 2 - 0 | Kenya       |
| 13 ottobre 1964    | Francia     | 0 - 0 | Malaysia    |
| 13 ottobre 1964    | Pakistan    | 6 - 0 | Paesi Bassi |
| 13 ottobre 1964    | Regno Unito | 2 - 0 | Argentina   |
| 14 ottobre 1964    | Pakistan    | 1 - 0 | Francia     |
| 14 ottobre 1964    | Kenya       | 1 - 1 | Malaysia    |
| 14 ottobre 1964    | Paesi Bassi | 7 - 0 | Argentina   |
| 14 ottobre 1964    | Australia   | 0 - 0 | Regno Unito |
| 16 ottobre 1964    | Paesi Bassi | 2 - 1 | Regno Unito |
| 16 ottobre 1964    | Kenya       | 2 - 0 | Francia     |
| 16 ottobre 1964    | Malaysia    | 1 - 1 | Argentina   |
| 16 ottobre 1964    | Pakistan    | 3 - 2 | Australia   |
| 17 ottobre 1964    | Francia     | 1 - 0 | Regno Unito |
| 17 ottobre 1964    | Pakistan    | 5 - 0 | Argentina   |
| 17 ottobre 1964    | Australia   | 3 - 0 | Malaysia    |
| 17 ottobre 1964    | Kenya       | 2 - 0 | Paesi Bassi |
| 19 ottobre 1964    | Pakistan    | 2 - 1 | Regno Unito |
| 19 ottobre 1964    | Kenya       | 2 - 1 | Argentina   |
| 19 ottobre 1964    | Francia     | 1 - 0 | Australia   |
| 19 ottobre 1964    | Paesi Bassi | 1 - 0 | Malaysia    |
| 20 ottobre 1964    | Paesi Bassi | 1 - 0 | Francia     |
| 20 ottobre 1964    | Kenya       | 3 - 0 | Regno Unito |
| 20 ottobre 1964    | Australia   | 3 - 1 | Argentina   |
| 20 ottobre 1964    | Pakistan    | 4 - 0 | Malaysia    |
| 21 ottobre 1964    | Argentina   | 1 - 0 | Francia     |
| 21 ottobre 1964    | Pakistan    | 2 - 1 | Kenya       |
| 21 ottobre 1964    | Australia   | 2 - 0 | Paesi Bassi |
| 21 ottobre 1964    | Regno Unito | 2 - 0 | Malaysia    |
| Spareggio 2º posto |             |       |             |
| 22 ottobre 1964    | Australia   | 3 - 2 | Kenya       |

Classifica
| POS. | Squadra     | P.ti | G | V | N | P | GF | GS | DG  |
| ---- | ----------- | ---- | - | - | - | - | -- | -- | --- |
| 1°   | Pakistan    | 14   | 7 | 7 | 0 | 0 | 23 | 4  | +19 |
| 2°   | Australia   | 9+   | 7 | 4 | 1 | 2 | 12 | 5  | +7  |
| 3°   | Kenya       | 9    | 7 | 4 | 1 | 2 | 11 | 6  | +5  |
| 4°   | Paesi Bassi | 8    | 7 | 4 | 0 | 3 | 11 | 11 | 0   |
| 5°   | Francia     | 5    | 7 | 2 | 1 | 4 | 2  | 5  | -3  |
| 6°   | Regno Unito | 5    | 7 | 2 | 1 | 4 | 6  | 8  | -2  |
| 7°   | Argentina   | 3    | 7 | 1 | 1 | 5 | 4  | 20 | -16 |
| 8°   | Malaysia    | 3    | 7 | 0 | 3 | 4 | 2  | 12 | -10 |

### Finale 15º posto
| Città del Messico 23 ottobre 1968 | Malaysia | 1 – 0 (d.1t.s.) (0-0 0-0) | Messico | Estadio Municipal de Hockey |

### Finale 13º posto
| Città del Messico 23 ottobre 1968 | Giappone | 2 – 0 (1-0) | Argentina | Estadio Municipal de Hockey |

### Finale 11º posto
| Città del Messico 23 ottobre 1968 | Germania Est | 2 – 1 (d.2t.s.) (1-0 1-1 1-1) | Regno Unito | Estadio Municipal de Hockey |

### Finale 9º posto
| Città del Messico 23 ottobre 1968 | Belgio | 3 – 0 (2-0) | Francia | Estadio Municipal de Hockey |

### Semifinali 5º posto
| Città del Messico 23 ottobre 1968 | Paesi Bassi | 3 – 1 (0-0) | Nuova Zelanda | Estadio Municipal de Hockey |

| Città del Messico 23 ottobre 1968 | Spagna | 2 – 1 (2-1) | Kenya | Estadio Municipal de Hockey |

### Semifinali 1º posto
| Città del Messico 24 ottobre 1968 | Pakistan | 1 – 0 (d.3t.s.) (0-0 0-0) | Germania Ovest | Estadio Municipal de Hockey |

| Città del Messico 24 ottobre 1968 | Australia | 2 – 1 (d.2t.s.) (0-1 1-1) | India | Estadio Municipal de Hockey |

### Finale 7º posto
| Città del Messico 24 ottobre 1968 | Nuova Zelanda | 2 – 0 (1-0) | Kenya | Estadio Municipal de Hockey |

### Finale 5º posto
| Città del Messico 24 ottobre 1968 | Paesi Bassi | 1 – 0 (d.3t.s.) (0-0 0-0) | Spagna | Estadio Municipal de Hockey |

### Finale per il bronzo
| Città del Messico 26 ottobre 1968                                                              | India     | 2 – 1 (0-1)         | Germania Ovest | Estadio Municipal de Hockey |
| \| \| \| \| \| Prithipal Singh 55’ Balbir Singh III 63’ \| Marcatori \| Norbert Schuler 34’ \| |           |                     |                |                             |
|                                                                                                |           |                     |                |                             |
| Prithipal Singh 55’ Balbir Singh III 63’                                                       | Marcatori | Norbert Schuler 34’ |                |                             |

### Finale per l'oro
| Città del Messico 26 ottobre 1968                                                     | Pakistan  | 2 – 1 (1-0)         | Australia | Estadio Municipal de Hockey |
| \| \| \| \| \| Abdul Rashid 15’ Asad Malik 56’ \| Marcatori \| Brian Glencross 46’ \| |           |                     |           |                             |
|                                                                                       |           |                     |           |                             |
| Abdul Rashid 15’ Asad Malik 56’                                                       | Marcatori | Brian Glencross 46’ |           |                             |

## Podio
| Evento                   | Oro | Argento | Bronzo |
| Hockey su prato maschile | Pakistan Zakir Hussain Tanvir Dar Tariq Aziz Saeed Anwar Riaz Ahmed Gulraiz Akhtar Khalid Mahmood Ashfaq Ahmed Tariq Niazi Muhammad Asad Malik Jahangir Butt Riaz ud-Din Abdul Rashid | Australia Brian Glencross Ray Evans Robert Haigh Donald Martin James Mason Patrick Nilan Eric Pearce Gordon Pearce Julian Pearce Desmond Piper Fred Quine Ron Riley Don Smart | India Rajendra Christy Gurbux Singh Prithipal Singh Ajitpal Singh Balbir Singh I Balbir Singh II V. J. Peter Harbinder Singh Gogi Singh Tarsem Singh Munir Sait Krishnamurty Perumal Harmik Singh Jagjit Singh Balbir Singh III Inam-ur Rahman |